# Château de Brandon
Pour les articles homonymes, voir Brandon.
Le château de Brandon est un édifice situé à Saint-Pierre-de-Varennes en France.

## Localisation
Le château est situé sur le territoire de la commune de Saint-Pierre-de-Varennes au sommet d'une butte, dans le département de Saône-et-Loire, en région Bourgogne-Franche-Comté.

## Description
Les bâtiments se répartissent autour d'une enceinte de forme irrégulière divisée en deux par un mur séparant la basse-cour de la cour du logis des maîtres. Celui-ci, de forme rectangulaire allongée, est flanqué aux angles nord-ouest et nord-est de tours carrées. Une aile en retour d'équerre occupe le flanc est ; elle est reliée par un pan de muraille à une troisième tour carrée. Viennent ensuite des bâtiments agricoles et une écurie. Une tour-porche située à l'angle sud-ouest donne accès à cet ensemble.
Le château, propriété privée, est fermé au public. Il est inscrit à l'inventaire supplémentaire des monuments historiques depuis juin 1975.

## Historique
- Époque romaine : poste militaire à une bifurcation de routes.
- XIIIe siècle : existence vraisemblable d'une tour fortifiée possédée successivement par les seigneurs de Brandon puis par des capitaines qui la gardent au nom des ducs.
- 1365 : la tour est confiée à Robert d'Essertenne qui en devient seigneur héréditaire.
- XIVe siècle : le duc Philippe II de Bourgogne élève le fief en baronnie au profit de Philippe de la Roche, petit-fils du précédent.
- 1453 : vente du château.

Armes de la maison de Lugny, qui posséda la terre de Brandon aux XVe et XVIe siècles.

- 1528 : après des successions complexes au sein de la maison de Lugny, le château est acquis par Hugues-Bernard de Montessus. Ces deux familles, famille de Lugny et famille de Montessus, entreprendront de grands travaux de construction et de réparation au château et aux étangs.
- 1633 : bien saisi sur Charles de Montessus, arrière-petit-fils du précédent.
- 1638 : vendu à Alphonse de Chaumelis.
- 1653 : décès d'Alphonse de Chaumelis qui laisse deux filles – Jeanne et Huguette – sous la tutelle de leur oncle, Jean-Baptiste de Chaumelis.
- 1670 : Huguette de Chaumelis, fille d'Alphonse, épouse de Claude de la Coste, hérite de Brandon à l'issue d'une lutte acharnée contre son oncle qui avait tenté de la spolier.
- 1729 : attaque du château par la population des environs montée par Eugène, fils d'Huguette, qui cherche à déposséder sa mère.
- 1729 : Jean-Baptiste, autre fils d'Huguette, hérite du domaine à la mort de sa mère.
- XVIIIe siècle : sans enfant, Jean-Baptiste lègue le château à Jeanne-Huguette de la Coste, sa nièce, épouse du marquis Jacques de Beaurepaire ; le corps de logis, vraisemblablement construit par les Chaumelis, est abandonné à des fermiers.
- Fin du XVIIIe siècle : une fille Beaurepaire épouse Louis Pelletier de Cléry qui, en raison d'une vie dissipée, doit vendre Brandon.

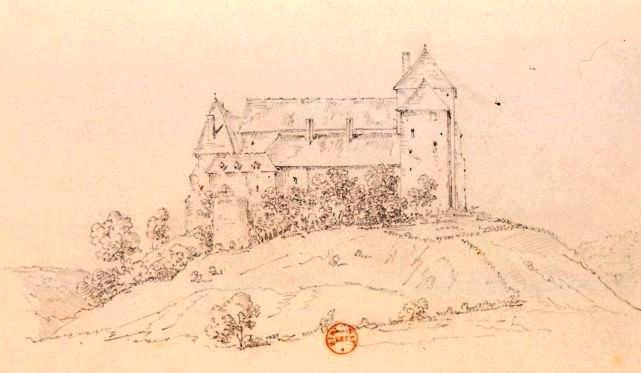
Le château au XIXe siècle

- 1826 : le bien échoit à Nicolas Tripier (1765-1840), avocat, député, pair de France.
- XIXe siècle : la fille de Nicolas Triper, Émilie Tripier, épouse en 1813 l'avocat Antoine Mala qui devient plus tard propriétaire du château. Leur fille Pauline Caroline Mala épouse Ferdinand de Jouvencel (1804-1873), député, président du Conseil d'État.
- Vers 1900 : d'importants travaux de restauration sont réalisés par Madame de Jouvencel, veuve de Ferdinand de Jouvencel.
- 1922 : à la mort de Madame de Jouvencel, son petit-fils, Monsieur de Masin, hérite du domaine. Le château appartient encore à la famille de Masin (anoblie par le capitoulat de Toulouse en 1705) actuellement.

Parmi les personnalités attachées à l'histoire du château de Brandon figure l'abbé Delniau, qui fut appelé à Brandon par Charles de Montessus, seigneur du lieu. Celui-ci, en difficulté avec des créanciers, avait eu l'idée de répandre la rumeur d'un trésor dissimulé dans le château et avait donné à sa demeure une renommée des plus sinistres, au point que, effrayé lui-même de la terreur qu'il avait suscité, il s'avisa de demander à l'abbé Philibert Delniau, prêtre de Marcheseuil et curé de Brazey-en-Morvan, qui s'adonnait à la magie noire et à la sorcellerie, de venir conjurer les esprits. Une tâche dans laquelle il échoua. Charles de Montessus s'adressa alors aux chanoines d'Autun, qui lui déléguèrent messire André Guijon, docteur en théologie, qui ne tarda pas à découvrir les preuves démoniaques de son prédécesseur et le livra à la justice. Le 6 avril 1624, l'abbé Delniau fut « dégradé publiquement en l'église Saint-Lazare par le révérend évêque dudit Autun des dignités de l'Église ». Son procès se termina le 17 avril suivant : condamné à être pendu et brûlé, il fut exécuté quelques jours après sur la place du Champ de Mars d'Autun, âgé de 70 ans. Une pièce du château, dans la partie supérieure de la tour abritant la chapelle (à laquelle on n'accède que par le chemin de ronde), garde le souvenir de ce prêtre : la « chambre de l'abbé Delniau », dans laquelle figurent différents dessins géométriques qui lui sont attribués ainsi qu'une curieuse cheminée dont l'extrêmité supérieure de l'un des jambages, sur lequel repose la tablette, a la forme d'une tête de bouc.